# Питър Фонда
Пѝтър Фо̀нда (на английски: Peter Fonda) е американски актьор, кинорежисьор, сценарист и продуцент. Двукратен лауреат на наградата „Златен глобус“ и два пъти номиниран за наградата „Оскар“.

## Биография
Той е син на актьора Хенри Фонда, брат на актрисата Джейн Фонда и баща на актрисата Бриджит Фонда.
Когато е на 11 години, по погрешка се прострелва в стомаха, вследствие на което едва не умира. По-късно става близък с Бийтълс.
През 1968 година става продуцент и участва заедно с Денис Хопър и Джак Никълсън във филма, който става емблематичен и получава международна слава още с премиерата си през 1969 г. – „Волният ездач“.
Умира на 16 август 2019 г. от дихателна недостатъчност вследствие на рак на белите дробове.

## Избрана филмография
| Година | Филм              | Оригинално заглавие | Роля            | Режисьор            | Бележки   |
| ------ | ----------------- | ------------------- | --------------- | ------------------- | --------- |
| 1969   | Волният ездач     | Easy Rider          | Уайът           | Денис Хопър         |           |
| 1993   | Примка            | Deadfall            | Пит             | Кристофър Копола    |           |
| 2007   | Ескорт до затвора | 3:10 to Yuma        | Байрън Макелрой | Джеймс Манголд      |           |
| 2007   | Призрачен ездач   | Ghost Rider         | Мефистофел      | Марк Стивън Джонсън |           |
| 2009   | Секс до дупка     | Californication     | себе си         | екип                | ТВ сериал |
| 2010   | Хавай 5-0         | Hawaii Five-0       | Джеси Билингс   | екип                | ТВ сериал |